# Nederländerna i olympiska vinterspelen 2006

Nederländernas flagga

Nederländernas OS-trupp vid Olympiska vinterspelen 2006

## Medaljer
|               | Guld | Silver | Brons | Total |
| ------------- | ---- | ------ | ----- | ----- |
| NEDERLÄNDERNA | 3    | 2      | 4     | 9     |

### Guld
- Ireen Wüst - Skridsko: 3 000 meter
- Bob de Jong - Skridsko: 10 000 meter

### Silver
- Sven Kramer - Skridsko - 5 000 meter
- Renate Groenewold - Skridsko - 3 000 meter

### Brons
- Carl Verheijen - Skridsko: 10 000 meter